# Arcas (mythologie)

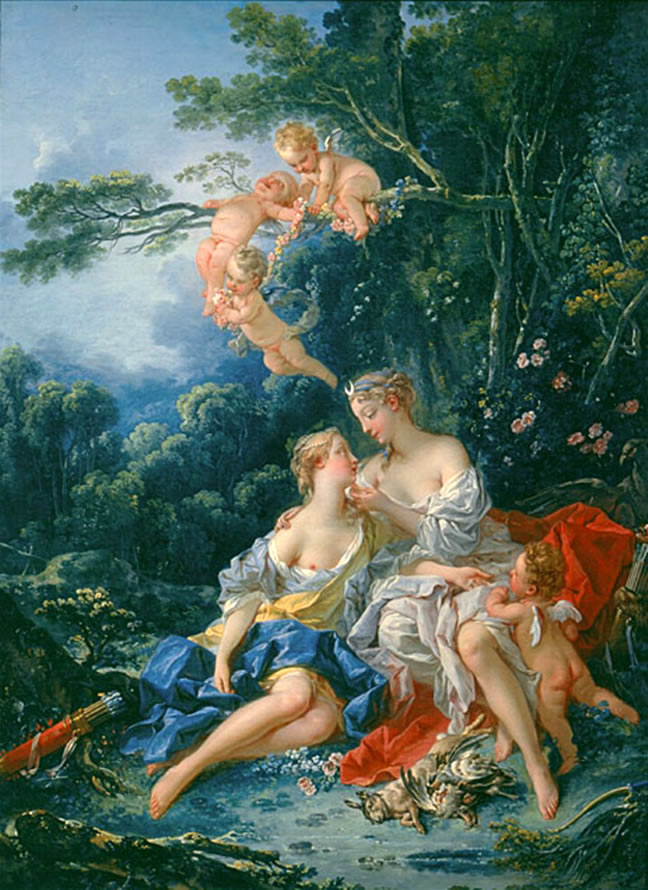
Zeus en Callisto

Arcas was een zoon van Zeus en Callisto.
Arcas werd geslacht door koning Lycaon, en deze gaf Arcas' vlees aan Zeus. De alwetende Zeus besefte echter dat het voorgeschotelde vlees van zijn zoon was en veranderde woedend Lycaon in een wolf en doodde Lycaons zonen. Hij wekte Arcas terug tot leven. Na deze gebeurtenis werd Arcas de koning van het naar hem vernoemde Arcadië, en tevens de grootste jager van het land. 
Arcas was op een dag gaan jagen en wilde een beer doden. Deze beer was eigenlijk zijn betoverde moeder Callisto. Zij vluchtte als beer naar een tempel gewijd aan Zeus. Deze nam beide van de aarde en plaatste ze aan de sterrenhemel: Callisto werd de Grote Beer (Ursa Major) en Arcas de Kleine Beer (Ursa Minor). Hera, de vrouw van Zeus, was er niet blij mee dat Callisto en Arcas aan de hemel werden geplaatst dus vroeg ze de watergodin Tethys om hulp. Tethys vervloekte beide sterrenbeelden om voor altijd om de hemelpool te draaien en nooit onder de horizon te verdwijnen.